# Pepe Carrol
José Arsenio Franco Larraz, més conegut pel seu nom artístic Pepe Carrol (Calataiud, Saragossa, 19 de setembre de 1957 - Saragossa, 5 de gener de 2004), va ser un mag i presentador de televisió espanyol.
El seu nom artístic, Pepe Carrol, està pres del pseudònim de l'escriptor britànic Lewis Carroll, autor d' Alícia en terra de meravelles

## Biografia
Va fer estudis de Enginyeria de Camins, encara que no va finalitzar la carrera en decidir dedicar-se professionalment a l'il·lusionisme. Va iniciar el seu aprenentatge com a mag en l'Associació Màgica Aragonesa (A.M.A). Es va iniciar com a manipulador i més tard se centraria en la màgia de prop i saló amb jocs de mans i amb baralla de cartes, seguint la filosofia estructuralista de l'Escola Màgica de Madrid juntament amb altres il·lusionistes com Juan Tamariz, Camilo Vázquez, Juan Antón, Arturo de Ascanio, Doctor Varela, etc.
A Pepe Carrol se li va començar a conèixer a mitjan dècada dels noranta quan va iniciar la seva carrera televisiva, primer en Antena 3 i després en Tele 5. En la primera va aconseguir un gran reconeixement com a presentador del programa Genio y figura. Més tard, en la segona etapa de Sorpresa, sorpresa copresentà el programa amb Concha Velasco. Finalment va recalar a Tele 5, cadena en la qual va arribar a treballar en dos programes, Aquí no hay quien duerma i Vaya nochecita, sempre amb la fórmula que anteriorment li havia proporcionat l'èxit: màgia, humor i personatges en l'escenari.
A pesar que en els últims anys ja no apareixia en pantalla va continuar treballant en teatres i sales de festes.
Va obtenir diversos premis nacionals i internacionals de màgia. Va escriure dos llibres sobre la matèria Cincuenta y dos amantes, vol.1 y 2 i alguns articles a l' Escola Màgica de Madrid i va actuar, entre altres llocs, en Las Vegas, diversos països europeus e Hispanoamèrica.
Molt afectat per la mort de la seva mare i la seva pròpia parella, la salut de Carrol es va anar afeblint fins a morir el 5 de gener de 2004, víctima d'un infart de miocardi.

## A televisió
La seva popularitat va arribar a la fi dels 80 quan va començar a intervenir en la TV, en programes com Un, dos, tres... responda otra vez. Va continuar alternant aparicions en TV amb gires per sales de festes i teatres de tot Espanya i alguns països hispans. I ja en els 90 es va consagrar com showman mediàtic i presentador de TV en Antena 3. El seu programa més reconegut va ser Genio y figura (1994), espai que va descobrir humoristes com Chiquito de la Calzada o Paz Padilla. També va presentar A quién se le ocurre (1995) i col·laborà amb Concha Velasco a Encantada de la vida i Sorpresa, sorpresa.
En la seva etapa a Telecinco, va presentar els programes Vaya nochecita (1995) i Aquí no hay quien duerma (1995-1996), seguint el que es va convertir en el seu esquema habitual: màgia, humor i personatges en l'escenari. Va participar en els programes de Juan Tamariz Màgia Potagia (1987) i Luna de Verano (1990), a més de petites aparicions a Por Arte de Magia el 1982.

## Premis
1980
Premi Frakson.
Primer premi en la categoria de Cartomàgia en el Concurs del X Congrés Màgic Nacional celebrat a Tenerife.
1981
Segon premi en la categoria de Cartomàgia en el Concurs de l'XI Congrés Màgic Nacional celebrat a Santander.
1982
Segon premi en la categoria de Cartomàgia del XV Campionat Mundial de Màgia de la FISM celebrat a Lausana (Suïssa).
1988
Primer premi en la categoria de Cartomàgia del XVII Campionat Mundial de Màgia de la FISM celebrat a la Haia (Holanda).
1991
Premi Ascanio (García Cabrerizo).
1994
Premi TP d'Or 1994 al Millor Presentador per Genio y Figura.